# 一匹馬店 (阿肯色州)
一匹馬店（英語：One Horse Store）是位於美國阿肯色州阿肯色縣的一個非建制地區。該地的面積和人口皆未知。一匹馬店位於276號阿肯色州州道與11號阿肯色州州道的交會處。該地區曾因名稱特殊而受到關注。

## 地理
一匹馬店的座標為34°13′15″N 91°29′40″W / 34.22083°N 91.49444°W，而該地的平均海拔高度為55米（即180英尺）。